# Notiocharis maai
Notiocharis maai és una espècie d'insecte dípter pertanyent a la família dels psicòdids.

## Etimologia
El seu nom científic honora la figura del Prof. T.C. Maa per les seues contribucions entomològiques.

## Descripció
- El mascle té ales amb les membranes clares i sense un patro definit, edeagus prim, tubular i amb la base força corbada ventralment, antenes de 0,86 mm de llargària i ales de 2,12-2,27 mm de longitud i 0,67-0,72 d'amplada.
- La femella és similar al mascle amb els lóbuls de la placa subgenital llargs i esvelts, l'espermateca si fa no fa reticulada sobre la major part de la superfície i ales de 2,12-2,17 mm de longitud i 0,62-0,67 d'amplada.[3]

## Distribució geogràfica
Es troba a Indonèsia: és un endemisme de Papua Occidental.